# Dirades angulata
Dirades angulata is een vlinder uit de familie uraniavlinders (Uraniidae). De wetenschappelijke naam van deze soort is voor het eerst geldig gepubliceerd in 1929 door Talbot.
De soort komt voor in tropisch Afrika.